# Najdišče krapinskih neandertalcev
Najdišče krapinskih neandertalcev, znano tudi kot Hušnjakovo brdo (hrvaško Hušnjakovo brdo) je paleolitsko arheološko najdišče. Najdišče je prvi odkril Dragutin Gorjanović-Kramberger, ki je najdišče izkopal med letoma 1899 in 1905 in nato objavil dve monografiji, ki sta bili prvi tu najdeni publikaciji o neandertalcih. Samo prazgodovinsko najdišče je v podrti jami, ugnezdeni v peščenjaku s pogledom na reko Krapinico v Hrvaškem zagorju.
Najdišče krapinskih neandertalcev predstavlja največji znani vzorec ostankov neandertalcev, pri čemer nekateri znanstveniki navajajo številko okoli 80 osebkov, drugi pa le 27.

## Krapinski muzej
Prvi muzej v bližini tega kraja je bil odprt 10. maja 1952. Imenoval se je Muzej dediščine Krapine in je predstavljal celotno zgodovino območja, od izbranih prazgodovinskih najdb neandertalcev do jugoslovanskih partizanov. Do leta 1966 sta bili dodani še dve razstavi: družinske slike dr. Ljudevit in etnografska razstava. V tem času ni bilo muzeja, posvečenega posebej neandertalcem.
Ideja o specializiranem muzeju je bila prvič predstavljena leta 1999. Ker se je izkazalo, da sta adaptacija in obnova že obstoječih objektov dražja od gradnje novega, je bila sprejeta zamisel o izdelavi novega od začetka. Tako so se do leta 2002. začela dela na novem muzeju.
Novi muzej je bil dokončan leta 2010. Vzidan je bil v manjši hrib, pri čemer je večji del fasade stavbe izdelan iz stekla. Vhod v stavbo se odpira v velik ovalni atrij iz sivega betona, nasproti katerega je široko platno, ki neprekinjeno predvaja dokumentarne filme o krapinskih neandertalcih. Prehod v drugo nadstropje je krožne oblike, muzejski eksponati pa so postavljeni na prostem in ob poslikanih stenah.

## Materialna kultura
V stoletju raziskovanja na najdišču je bilo odkritih 1191 litičnih artefaktov, ki so bili najdeni na vseh desetih geoloških nivojih, kot jih je opredelil Gorjanović-Kramberger. Kamnita orodja so najpogostejša na nivojih 3 in 8, kjer so bili najdeni tudi fosili hominidov.
Po srednjepaleolitski tipologiji, ki jo je zastavil François Bordes, lahko krapinski litijski sklop kategoriziramo kot mousterian, z mešanico različnih razredov orodij. V skupini prevladujejo stranska strgala, ki ogrožajo več kot polovico vseh najdb kamnitega orodja, kar bi jo uvrščalo med charentian mousteriane. Zgornjepaleolitske najdbe so redke, prav tako lavaluazijenska tehnika. Pri izdelavi kamnitega orodja je bilo uporabljenih šest vrst kamnin: vulkanski tuf, silificiran tuf, kremen, kremenčev agregat, opali ali kalcedoni ter kamnine efuzivnega izvora. Najpogosteje so bili uporabljeni tufi in silicificirani tufi (65 %).

## Simbolično vedenje

### Kanibalizem
Gorjanović-Kramberger je prvi predlagal morebiten obstoj kanibalizma pri krapinskih neandertalcih. To domnevo je utemeljil na treh dejavnikih: mešanju ostankov okostja živali in ljudi, lomljenju dolgih kosti (za dostop do mozga) in dejstvu, da niti ena lobanja ni bila najdena v nepolomljenem stanju. Idejo o možnem kanibalizmu so podprli številni kasnejši znanstveniki, kot so Mirko Malez, H. Ulrich in K. Tomić Karlović.
Drugi so opazili poškodbe kosti kot posledica sekundarnega pokopa ali drugih obrednih dejanj, ki so lahko vključevala kanibalizem. Kot tako je bilo meso morda izpostavljeno naravi za živali ali pa bi ga bilo mogoče odstraniti z ostrimi kamnitimi orodji. Pravzaprav zareze na določenih posameznikih niso skladni niti s skalpiranjem, kanibalizmom, odstranjevanjem kože ali katero koli drugo obdukcijo. Morda so bile posledica simbolnega označevanja kot del še neznanega neandertalskega rituala. Tako ostaja odprto vprašanje, ali so se krapinski neandertalci ukvarjali s kanibalizmom.

### Skrb za poškodovane
Ostanki 11 posameznikov so pokazali znake poškodb, ki so se celile v času njihovega življenja, kar ne bi bilo mogoče brez oskrbe skupnosti.
- Krapina 4, 5, 20 in 31 kažejo znake majhne tope travme, ki bi povzročila kratkotrajno bolečino in izgubo krvi ter bi zahtevala čiščenje. Morda je povzročilo tudi kratkotrajno kognitivno okvaro, dolgoročno morda asimptomatsko.
- Krapina 34.7 kaže znake pomembnega depresivnega zloma temenske lobanje. To bi povzročilo znatno bolečino, izgubo krvi in vnetje rane. Poleg pomoči pri čiščenju in previjanju rane je skupnost morda skrbela za posameznika, ki je imel kratkotrajne in morebitne dolgoročne kognitivne motnje.
- Krapina 106 in odrasla Krapina 110 kažeta visoko stopnjo degeneracije C4 in C7 vratnih hrbteničnih živcev. To bi omejilo mobilnost posameznikov, pa tudi njihov obseg gibanja. Če bi degeneracija prizadela živce, bi posamezniki potrebovali stalno nego.
- Krapina 120.71 je imela razdrobljeno rebro z znaki fibrozne displazije. Če bi bila displastična neoplazma asimptomatska, oskrba ne bi bila potrebna, simptomatska neoplazma pa bi zahtevala visoko raven oskrbe.
- Krapina 149 je pokazala zlomljeno in dobro zaceljeno desno ključnico. Povzročilo bi bolečino in omejeno gibanje za nekaj tednov, med katerimi bi posameznik potreboval nego.
- Krapina 180 je pokazala znake zloma in nespajanja desne ulnarne kosti, kar bi lahko kasneje povzročilo amputacijo. Začetni zlom bi zahteval, da se kosti vrnejo na svoje mesto, in bi omejil uporabo roke za nekaj tednov do mesecev. Posamezno in skupinsko vedenje bi bilo spremenjeno, da bi se prilagodilo posamezniku, če bi bila roka res amputirana.
- Krapina 188.8 je imela zlom in upogib leve ulnarne kosti. Poškodba bi zahtevala opornico in oskrbo več tednov.

### Osebni okras
Na najdišču je bilo najdenih osem krempljev orla belorepca in ena falanga stopala, ki so bili datirani z uran-torijem v 130 000 pred sedanjostjo. Vsi vsebujejo dokaze o spremembah na medialnih in stranskih robovih, v obliki ureznin, zarez in poliranja. Nimajo izvrtanih lukenj, kar kaže na to, da so bili kremplji nošeni, potem ko so bili vezani okoli njihovih proksimalnih robov. Na površini so našli pigmente oker in črnega pigmenta. Odkrili so tudi sledi živalskih vlaken, kar pomeni, da je bil eden ali več krempljev povezanih v sklop.

## Skeletni ostanki
Posmrtni ostanki krapinskih neandertalcev predstavljajo največjo in najpopolnejšo zbirko hominidov, na kateri so najdeni skoraj vsi deli človeškega okostja. Predstavljenih je okoli 80 posameznikov, fosili, najdeni tukaj, pa so se nabrali v relativno kratkem času 130 tisoč let pred sedanjostjo.

### Lobanja
Okoli 80 posameznikov predstavljajo kraniodentalni ostanki. Na podlagi rekonstrukcije razdrobljenih ostankov s 3D modeliranjem je bila povprečna lobanjska kapaciteta nastavljena med 1326-1359 cm3, kar je nekoliko več kot pri anatomsko sodobnih ljudeh. Tudi v Krapini so našli ostanke lobanje več otrok, katerih rekonstrukcija kaže, da krapinski neandertalci kažejo enak vzorec sekundarne altricialnosti kot sodobni ljudje, čeprav so imeli bolj primitivno hitrost rasti možganov. Krapinski neandertalci kažejo morfologijo okcipitalne kosti, ki je skupna večini drugih neandertalcev.
Volumen polževega labirinta je bil uspešno rekonstruiran tudi za krapinske neandertalce. Volumen je podoben tistim, ki jih najdemo pri sodobnih ljudeh, kar kaže na to, da so imeli krapinski neandertalci tudi razpon slišnih frekvenc, podobnih njim.

### Hrbtenica
Med vzorcem krapinskega neandertalca so bili najdeni trije vzorci prvega vratnega vretenca. Dva od treh vzorcev sta predstavila anatomske variacije, ki se razlikujejo od anatomsko sodobnih ljudi. Kot tak se zdi, da vzorec iz Krapine, vzet v povezavi s prvim vratnim vretencem, najdenim v jami Sidrón, potrjuje takšno anatomsko variacijo pri neandertalcih. Razširjenost različnih anatomskih variant pri hominidih je bila povezana z več boleznimi, nizko genetsko raznolikostjo in parjenjem v sorodstvu.

### Zobje
Nekateri sprednji zobje neandertalca kažejo sledi nenavadne in prekomerne obrabe, kar običajno kaže na uporabo zob brez prehrane. Najpogostejša razlaga za takšno obrabo zob je scenarij "nabij in reži", po katerem se zobje uporabljajo kot "tretja roka" za prijemanje materialov, ki so zahtevali dodatno obdelavo z orodjem. Primeri takšne uporabe so priprava živalskih kož, mehčanje lesa ter izdelava in retuširanje orodij. Odrezki, ki jih najdemo na sprednjih in zadnjih zobeh, dodatno potrjujejo teorijo, da so krapinski neandertalci svoje zobe uporabljali za nežvečne naloge. Takšne nasekanine so našli tudi pri ostankih zob mladostnikih.
KDP 20, znan tudi kot Krapina Dental Person 20, predstavljajo štirje mandibularni zobje. Vsi ti štirje zobje kažejo različne sledi žlebov in praskanja sklenine, kar pomeni, da je neandertalec poskušal ublažiti zobno bolečino z neposrednim, mehanskim pristopom.